# Saint-Solve
 Saint-Solve  (en occitano Sent Sòlve) es una comuna y población de Francia, en la región de Lemosín, departamento de Corrèze, en el distrito de Brive-la-Gaillarde y cantón de Juillac.
Su población en el censo de 2008 era de 395 habitantes.
Está integrada en la Communauté de communes Juillac-Loyre-Auvézère.

## Demografía
| 273 | 324 | 312 | 282 | 323 | 326 | 395 |
| Para los censos de 1962 a 1999 la población legal corresponde a la población sin duplicidades (Fuente: INSEE [Consultar]) |     |     |     |     |     |     |